# Copa Panamericana Bajo Techo de Hockey masculino de 2010
La V Copa Panamericana Bajo Techo de Hockey Masculino de 2010 se celebró en Barquisimeto, Venezuela entre el 9 y el 15 de agosto de 2010. 
Por primera vez, la competencia se dividió en 2 grupos. Canadá ganó su tercer título y pasó a ser la selección más laureada del certamen tras ganarle la final a Estados Unidos 6-3. Por otro lado, Argentina se quedó con la medalla de bronce al ganarle a Trinidad y Tobago por 4-2

## Primera fase

### Grupo A
| Equipo    | J | G | E | P | GF | GC | DG  | PTS |
| --------- | - | - | - | - | -- | -- | --- | --- |
| Canadá    | 4 | 4 | 0 | 0 | 33 | 7  | +26 | 12  |
| Argentina | 4 | 3 | 0 | 1 | 13 | 6  | +7  | 9   |
| Guyana    | 4 | 2 | 0 | 2 | 15 | 21 | -6  | 6   |
| Perú      | 4 | 1 | 0 | 3 | 10 | 15 | -5  | 3   |
| Venezuela | 4 | 0 | 0 | 4 | 9  | 31 | -22 | 0   |

### Resultados
| Fecha | Hora¹ | Partido   | Partido | Partido   | Resultado |
| ----- | ----- | --------- | ------- | --------- | --------- |
| 09.08 | 11:10 | Argentina | -       | Guyana    | 2-0       |
| 09.08 | 14:25 | Perú      | -       | Venezuela | 5-1       |
| 10.08 | 14:30 | Canadá    | -       | Guyana    | 11-3      |
| 10.08 | 16:40 | Argentina | -       | Venezuela | 8-1       |
| 11.08 | 11:05 | Perú      | -       | Canadá    | 2-8       |
| 11.08 | 16:30 | Venezuela | -       | Guyana    | 6-8       |
| 12.08 | 14:30 | Guyana    | -       | Perú      | 4-2       |
| 12.08 | 16:40 | Argentina | -       | Canadá    | 1-4       |
| 13.08 | 10:05 | Perú      | -       | Argentina | 1-2       |
| 13.08 | 14:25 | Canadá    | -       | Venezuela | 10-1      |

### Grupo B
| Equipo            | J | G | E | P | GF | GC | DG  | PTS |
| ----------------- | - | - | - | - | -- | -- | --- | --- |
| Estados Unidos    | 3 | 2 | 1 | 0 | 20 | 4  | +16 | 7   |
| Trinidad y Tobago | 3 | 2 | 1 | 0 | 9  | 3  | +6  | 7   |
| Uruguay           | 3 | 0 | 1 | 2 | 2  | 8  | -6  | 1   |
| México            | 3 | 0 | 1 | 2 | 1  | 17 | -16 | 1   |

### Resultados
| Fecha | Hora¹ | Partido           | Partido | Partido           | Resultado |
| ----- | ----- | ----------------- | ------- | ----------------- | --------- |
| 09.08 | 16:35 | Estados Unidos    | -       | Uruguay           | 5-1       |
| 10.08 | 15:35 | Trinidad y Tobago | -       | México            | 4-0       |
| 11.08 | 13:15 | Uruguay           | -       | México            | 1-1       |
| 12.08 | 15:35 | Trinidad y Tobago | -       | Estados Unidos    | 3-3       |
| 13.08 | 13:20 | Estados Unidos    | -       | México            | 12-0      |
| 13.08 | 16:35 | Uruguay           | -       | Trinidad y Tobago | 0-2       |

### Noveno Puesto
| Fecha | Hora¹ | Partido | Partido | Partido   | Resultado |
| ----- | ----- | ------- | ------- | --------- | --------- |
| 14.08 | 09:00 | México  | -       | Venezuela | 2-3       |

### Séptimo Puesto
| Fecha | Hora¹ | Partido | Partido | Partido   | Resultado |
| ----- | ----- | ------- | ------- | --------- | --------- |
| 14.08 | 19:00 | Perú    | -       | Venezuela | 2-3       |

### Quinto Puesto
| Fecha | Hora¹ | Partido | Partido | Partido | Resultado |
| ----- | ----- | ------- | ------- | ------- | --------- |
| 14.08 | 11:30 | Guyana  | -       | Uruguay | 2-1       |

## Segunda fase

### Semifinales
| Fecha | Hora¹ | Partido        | Partido | Partido           | Resultado |
| ----- | ----- | -------------- | ------- | ----------------- | --------- |
| 14.08 | 14:00 | Canadá         | -       | Trinidad y Tobago | 5-1       |
| 14.08 | 16:30 | Estados Unidos | -       | Argentina         | 2-1       |

### Tercer Puesto
| Fecha | Hora¹ | Partido           | Partido | Partido   | Resultado |
| ----- | ----- | ----------------- | ------- | --------- | --------- |
| 15.08 | 10:15 | Trinidad y Tobago | -       | Argentina | 2-4       |

### Final
| Fecha | Hora¹ | Partido | Partido | Partido        | Resultado |
| ----- | ----- | ------- | ------- | -------------- | --------- |
| 15.08 | 12:45 | Canadá  | -       | Estados Unidos | 6-3       |

| Campeón de la Copa Panamericana Bajo Techo de Hockey 2010 |
| --------------------------------------------------------- |
| Canadá Tercer Título                                      |

### Clasificación general
1. Canadá
2. Estados Unidos
3. Argentina
4. Trinidad y Tobago
5. Guyana
6. Uruguay
7. Venezuela
8. Perú
9. México